# Saad Haddad
Saad Haddad (1936-1984) foi o fundador e líder do Exército do Sul do Líbano entre 1978 a 1984.